# Västmanlands norra domsaga
Västmanlands norra domsaga var en domsaga i Västmanlands län. Den bildades 1858 ur Gamla Norberg, Norrbo, Vagnsbro och Skinnskattebergs domsaga. Domsagan upplöstes 1929 och överfördes då till Västmanlands mellersta domsaga.
Domsagan lydde under Svea hovrätts domkrets.

## Härader
Domsagan omfattade:
- Gamla Norbergs bergslag
- Norrbo härad
- Vagnsbro härad

## Tingslag
- Gamla Norbergs tingslag, från 1900 benämnt Gamla Norberg och Vagnsbro tingslag
- Norrbo tingslag
- Vagnsbro tingslag till 1900

## Häradshövdingar
- 1858–1860 Knut Wilhelm Sandels
- 1861–1882 Carl Daniel Poppius
- 1883–1913 Oscar Ludvig Maximilian Schenström
- 1913–1927 Carl Nordenström